# باشگاه فوتسال ارژن شیراز
باشگاه فوتسال لبنیات ارژن شیراز یک باشگاه فوتسال ایرانی در شهر شیراز است.